# Пештишу Маре (Хунедоара)
Пештишу Маре (рум. Peștișu Mare) насеље је у Румунији у округу Хунедоара у општини Хунедоара. Oпштина се налази на надморској висини од 209 m.

## Становништво
Према подацима из 2002. године у насељу је живело 1276 становника.

### Попис2002.
| Расподела становништва по националности 2002.‍ | Расподела становништва по националности 2002.‍ | Расподела становништва по националности 2002.‍ | Расподела становништва по националности 2002.‍ | Расподела становништва по националности 2002.‍ |
| --------------------------------------------- | --------------------------------------------- | --------------------------------------------- | --------------------------------------------- | --------------------------------------------- |
|                                               |                                               |                                               |                                               |                                               |
| Румуни                                        | Румуни                                        |                                               | 1.054                                         | 82,7%                                         |
| Мађари                                        | Мађари                                        |                                               | 214                                           | 16,8%                                         |
| Немци                                         | Немци                                         |                                               | 6                                             | 0,5%                                          |